# Fred Berger (produtor)
Fred Berger (Nova Iorque, 10 de maio de 1981) é um produtor estadunidense. Foi indicado ao Oscar 2017 pela realização do filme La La Land.

## Prêmios e indicações
- Indicado: Oscar de melhor filme, por La La Land;
- Venceu: BAFTA de melhor filme, por La La Land;[4]
- Venceu: Producers Guild of America Award, por La La Land.[5]